# ذكي بيغ سفلي (مقاطعة ديواندرة)
ذكي بيغ سفلي (بالفارسية: ذکی بیگ سفلی) هي قرية تقع في قسم اوباتو (مقاطعة ديواندرة) في إيران. يقدر عدد سكانها بـ 42 نسمة بحسب إحصاء 2016.